# Graue Wüstenspitzmäuse
Die Grauen Wüstenspitzmäuse (Notiosorex) sind eine in Amerika lebende Säugetiergattung aus der Familie der Spitzmäuse (Soricidae).

## Merkmale
Diese Spitzmäuse zählen zu den kleineren Vertretern ihrer Familie, sie erreichen eine Kopfrumpflänge von 5 bis 7 Zentimeter, wozu noch ein 2 bis 3 Zentimeter langer Schwanz kommt. Das Gewicht variiert zwischen 3 und 5 Gramm. Das Fell ist an der Oberseite grau gefärbt, die Unterseite ist etwas heller. Die Ohren ragen deutlich aus dem Fell heraus.

## Verbreitung und Lebensraum
Graue Wüstenspitzmäuse sind im Südwesten der USA (von Kalifornien bis Arkansas) und im nördlichen Mexiko (von Niederkalifornien bis Tamaulipas) verbreitet. Ihr bevorzugter Lebensraum sind Halbwüsten und andere trockene Habitate, sie sind allerdings nicht wählerisch in Bezug auf ihren Lebensraum.

## Lebensweise
Diese Tiere sind besser als andere Spitzmäuse an trockene Lebensräume angepasst. Die Stoffwechselrate ist niedriger, wodurch der Feuchtigkeitsverlust bei der Atmung verringert wird, und der Urin ist hochkonzentriert. In Zeiten des Nahrungsmangels fallen sie in einen Torpor.
Im Gegensatz zu vielen anderen Spitzmäusen graben diese Tiere keine eigenen Baue, sondern beziehen die anderer Tiere oder errichten ein Nest aus Rinde, Blättern und Haaren an der Erdoberfläche. Es gibt sogar Berichte, wonach sie manchmal Bienenstöcke betreten.
Diese Tiere sind nachtaktiv und ernähren sich vorwiegend von Insekten und anderen Wirbellosen.

## Fortpflanzung
Die Paarung kann das ganze Jahr über erfolgen, oft trägt das Weibchen auch zwei Würfe pro Jahr aus, die aus bis zu sechs Neugeborenen bestehen. Mit zwei Monaten sind die Tiere geschlechtsreif, die Lebenserwartung beträgt selten mehr als ein Jahr.

## Systematik
Es werden fünf Arten der Grauen Wüstenspitzmäuse unterschieden:
- Notiosorex crawfordi war bis vor kurzem die einzig bekannte Art. Sie lebt im Südwesten der USA und im nordwestlichen Mexiko.
- Notiosorex villai wurde im Jahr 2000 wissenschaftlich beschrieben und lebt im mexikanischen Bundesstaat Tamaulipas.
- Notiosorex evotis lebt an der mexikanischen Westküste.
- Notiosorex cockrumi wurde im Jahr 2004 wissenschaftlich beschrieben, die Art ist bislang nur aus Arizona bekannt.
- Notiosorex carrawayae wurde im Jahr 2024 wissenschaftlich beschrieben, die Art ist aus den Bundesstaaten Durango, Zacatecas und Hidalgo bekannt.